# The Addams Family (datorspel)
The Addams Family är ett plattformsspel baserat på filmen med samma namn från 1991, och släppt 1992 av Ocean Software till Sega Mega Drive, SNES, Amiga och Atari ST.

## Handling
Familjens advokat Tully Allfrod försöker komma över familjens förmögenheter. En dag då Gomez återvänder hem är övriga familjemedlemmar bortrövade, och Gomez måste genomsöka familjens hus för att hitta dem samt samla ihop en miljon dollar.

### Fotnoter
1. 1 2  ”The Addams Family”. NES DB. 20 mars 1992. Arkiverad från originalet den 19 april 2014. https://web.archive.org/web/20140419170957/http://www.nesdb.se/game_more.php?id=21&rid=1. Läst 19 april 2014.
2. ↑  ”The Addams Family” (på svenska). Nintendomagasinet (Kungsbacka: Atlantic) (8 1992):  sid. 2 (Power Player). augusti 1992. Läst 19 april 2014.